# Elisabeth Wäger-Häusle
Elisabeth Wäger-Häusle (* 9. Oktober 1942 in Rankweil, Vorarlberg; † 2. Jänner 2019 in Wien) war eine österreichische Schriftstellerin und Dramaturgin. Sie war zwanzig Jahre lang als Dramaturgin bei den Wiener Festwochen tätig und gilt mit ihrem vielfältigen schriftstellerischen Werk, das Lyrik (u. a. Mundartdichtung), Prosa, dramatische Arbeiten und zahlreiche Hörspiele umfasst, als eine „der zentralen Vertreterinnen der Vorarlberger Literatur“ wie auch als Repräsentantin der „Anti-Heimatliteratur“. Themen, die sich durch ihre Arbeiten ziehen, sind „Differenz und Ungleichheit, die Verantwortung gegenüber der eigenen Geschichte, Migration, Exil und weibliche Emanzipation“.

## Leben und Wirken

### Kindheit, Jugend und Ehe
Elisabeth (Wäger-)Häusle wurde am 9. Oktober 1942 als zweites Kind des Mechanikers Josef Häusle (1902–1984) und der Paula Häusle (geb. Marte, 1904–1990) in der Villa bei St. Peter (im Volksmund „Häusle-Villa“) in Rankweil, Vorarlberg, geboren. Sie wuchs mit ihrem älteren Bruder Herbert (1938–2018) in bürgerlichen Verhältnissen auf. Ihr Großvater mütterlicherseits, Johann Marte (1858–1948), war Stickereibesitzer. Von 1949 bis 1953 besuchte sie die Volksschule in Rankweil in unmittelbarer Nachbarschaft der Villa. Im Anschluss wechselte sie auf das Gymnasium in Dornbirn. Da ihre Schulzeit „von Vorurteilen“ und einem „enge[n] Horizont gekoppelt mit elitärem Bewusstsein“ geprägt war, brach sie in der siebten Klasse ab und begann eine Ausbildung zur Laborantin. Sie widmete sich in der Folge erstmals verstärkt der Literatur, las Hemingway und Tolstoi, und versuchte Else Lasker-Schüler zu imitieren. Nach einer Reise in die Türkei, auf der „sie laut eigenen Angaben erstmals den enormen Gegensatz zwischen Arm und Reich“ erkannte, folgte von 1962 bis 1966 ein Auslandsaufenthalt in Paris, wo sie als Dienst- und Kindermädchen arbeitete und an Privatschulen unterrichtete. Es entstanden dort die ersten Gedichte in französischer Sprache. Aufgrund ihrer eingeschränkten Französischkenntnisse war sie gezwungen, ihre literarische „Sprache zu reduzieren“ und „auf jegliche Schnörkel zu verzichten“, um sich „den Leuten verständlich zu machen“. Diese ästhetische Verfahrensweise spielte auch für ihr späteres literarisches Schreiben in deutscher Sprache eine wichtige Rolle. Nach einem kurzen Aufenthalt in Brüssel kehrte sie 1966 nach Vorarlberg zurück und arbeitete als Exportreferentin in Lustenau. 1967 heiratete sie den Baumeister Siegfried Wäger, 1968 wurde der gemeinsame Sohn Raffael geboren. Die Familie wohnte bis 1973 in der Villa in Rankweil und zog danach nach Tosters.

### Erste Veröffentlichungen und kulturpolitisches Engagement
Anfang der 1970er Jahre veröffentlichte Wäger-Häusle erstmals literarische Beiträge in Zeitschriften sowie ihre erste selbständige Publikation, den Gedichtband um mich herum (1971). Sie las öffentlich in der Katakomben-Galerie in Feldkirch und bei der von Robert Blauhut in der Bregenzer Volkshochschule veranstalteten Autorenlesung „Literarisches Bewusstsein“.
In der Folge gründete sich 1972 unter Beteiligung von Wäger-Häusle die Gruppe der „Vorarlberger Kulturproduzenten“ (auch „Bregenzer Gruppe“ genannt), die mit der avantgardistischen Veranstaltungsreihe „Randspiele“ einen Kontrast zum Programm der Bregenzer Festspiele bot. Bei den „Randspielen“ 1973 präsentierte Wäger-Häusle ihre Protestlieder „die Sportler sind einmarschiert“ und „der vogel ist tot“. Sie erhielt im selben Jahr das Literaturförderstipendium des Ministeriums für Unterricht und Kunst und wirkte bei der Gründung des Vereins „Offenes Haus“ in Dornbirn mit, dem ersten autonomen Jugendhaus und alternativen Kulturzentrum in Vorarlberg.
Zwischen 1973 und 1975 trug sie zur von Reinhold Bilgeri und Michael Köhlmeier begründeten Satiresendung „Im Westen nichts Neues“ sowie zur Reihe „Junge Vorarlberger Autoren“ bei. Sie veröffentlichte in bekannten Literaturzeitschriften wie Freibord, Wespennest, Protokolle und SALZ. Nachdem sie 1977 das Paris-Stipendium des Ministeriums für Unterricht und Kunst verliehen bekommen hatte, erschien 1978 ihr Debütroman Anna's Häuser, durch den sie erstmals breitere Bekanntschaft erlangte. 1979 wurde ihr Autorenfilm Die Fenster der Lilly Bohatty im Österreichischen Rundfunk (ORF) ausgestrahlt.

### Karriere als Dramaturgin bei den Wiener Festwochen
Nach der Trennung von ihrem Ehemann zog Wäger-Häusle 1979 nach Wien, wo 1980 im Theater der Courage ihr Stück Ich hab dich, du hast mich uraufgeführt wurde. Sie erhielt in den 1980er Jahren einige Förderpreise, darunter den Theodor-Körner-Preis (1982) sowie den Profil-Anerkennungspreis und den Friedrich-Torberg-Hörspielpreis für Cassette an Ella (1983). Von 1980 bis 2000 war sie als Dramaturgin bei den Wiener Festwochen tätig, wo sie zahlreiche kulturpolitische Initiativen und Projekte mit österreichischen Autorinnen und Autoren entwickelte (z. B. in ihrer Avantgarde-Reihe „Zeit/Schnitte“, 1990–1997) und erste Kooperationen mit Israel begründete. Sie holte unter anderen Jehoschua Sobol, Paulus Manker und David Maayan nach Wien. 1993 wurde Wäger-Häusles Stück Schnee bei den Wiener Festwochen unter dem Motto „Exil“ uraufgeführt. Es folgten Aufführungen in Potsdam und Berlin. Ihre langjährige Tätigkeit bei den Wiener Festwochen zeichnete sich dadurch aus, dass sie „Kontrastpunkte“ setzte und „bis dahin nahezu Unbeschriebenes in den öffentlichen Diskursraum holte: Migration, Patriarchat, Erinnerungskultur, Exil“. Sie förderte zahlreiche österreichische Schriftstellerinnen und Schriftsteller, die als experimentell, progressiv oder gar randständig galten, darunter neben der späteren Nobelpreisträgerin Elfriede Jelinek und Friederike Mayröcker, z. B. auch Anselm Glück und Elisabeth Reichart.

### Akteurin im Literaturbetrieb der Jahrtausendwende
Im Jahr 2000 endete Wäger-Häusles Tätigkeit bei den Wiener Festwochen. Nach ihrer erfolglosen Bewerbung als Intendantin beim Festival „Steirischer Herbst“, inszenierte sie diverse Stücke bei Die Menschenbühne, dem ersten Wiener „Migrant:innen-Theater“, unter anderem Zofia Chudás „Slowakische Hochzeit“. Im Schauspielhaus Schneiderei/Drachenbühne inszenierte sie Nawal El Saadawis Ich spucke auf euch: Bericht einer Frau am Punkt Null und holte damit die feministische ägyptische Literatur nach Wien. Wäger-Häusle war außerdem Präsidentin beim Verein Österreichische Dialektautor:innen und -archive (ÖDA) und beteiligte sich an Projekten der Alten Schmiede. Auch ihrem eigenen literarischen Schaffen widmete sie sich wieder verstärkt: 2001 wurde im Wiener Volkstheater ihr Stück Mango. Ein automatischer Frauenroman uraufgeführt. Es folgten 2003 die Uraufführungen ihrer Stücke Du kochst so gut, Mama und Erschaff mir eine Fremde in Die Menschenbühne, wo 2004 auch ihre Monologfassung Ein Stück Frau, bitte erstmals aufgeführt wurde. Am Theater Luzern wurden ebenfalls 2004 ihre Drei Minidramen uraufgeführt und sie gibt nach knapp zwanzig Jahren erstmals wieder eine Lesung in Vorarlberg, im Theater am Saumarkt in Feldkirch. Neben den Theatertexten und einigen Hörspielproduktionen für den ORF veröffentlichte sie auch wieder Prosa: 2008 den Roman Kopftheater und den Mundartband Und i dr Mitte s Salz [=Und in der Mitte das Salz], der Gedichte, Prosastücke, moderne Sagen und Dramolette im alemannischen Dialekt des Vorarlberger Oberlandes versammelt. 2012 erhielt sie die mit 2.000 Euro dotierte Ehrengabe des Landes Vorarlberg. Sie zog sich zunehmend aus der Öffentlichkeit zurück und galt als gesundheitlich angeschlagen. 2018 erschien ihre letzte selbständige Publikation Angst, Verlust, Würde, Alter und weiteres.
Elisabeth Wäger-Häusle starb am 2. Januar 2019 in Wien. Sie wurde am Neustifter Friedhof bestattet. Ein Zimmer in der nach einem verheerenden Brand 2019 wieder aufgebauten, denkmalgeschützten „Häusle-Villa“ in Rankweil wurde nach ihr benannt.

## Werke
Elisabeth Wäger-Häusles literarisches Œuvre ist umfangreich und vielseitig. Sie hat zwischen den frühen 1970er-Jahren und 2018, ein Jahr vor ihrem Tod, Texte in fast allen literarischen Genres veröffentlicht: Lyrik, Kurzprosa, Romane, Theaterstücke, Hörspiele sowie ein Drehbuch. Claudio Bechter zufolge war sie jedoch in erster Linie Dichterin, da „es insbesondere ihre lyrischen Arbeiten – allen voran jene in Vorarlberger Mundart –“ waren, „anhand derer sie im Literaturbetrieb der späten 2000er Jahre reüssierte und anhand derer sie sich letztlich auch (als richtungsweisende Vertreterin einer materialbewussten Mundartliteratur der zweiten Generation sowie als Vorarlberger Repräsentantin der sogenannten ‚Anti-Heimatliteratur‘ ) einer gewissen literaturhistorischen Verortung unterziehen lässt“. Zentral für Wäger-Häusles Literatur sind die Themen „Geschichtsvergessenheit, die immer noch vorherrschende konservativ-rückwärtsgewandte Mentalität, autoritäre Systeme und strukturelle Gewalt, die bäuerlich-dörfliche oder kleinstädtische Gegend als Ort des Schreckens, der männlichen Macht und der weiblichen Ohnmacht“. Insbesondere ihre Dialektliteratur kann als Chronik „weiblicher wie randständiger Lebenswelten der 1960er und 70er Jahre in Vorarlberg“ gelesen werden.
Obgleich die Literatur Wäger-Häusles von der zeitgenössischen Kritik „weitestgehend positiv aufgenommen“ wurde, müsse sie heute „als zu wenig beachtete[r] Beitrag Vorarlbergs zur österreichischen Literatur“ verstanden werden. Die insgesamt geringe Resonanz lasse sich zum Teil auch damit erklären, dass „ihr Werk zu einem beträchtlichen Teil aus Hörspielen und Theaterstücken besteht und diese in der Regel nicht als Buch publiziert werden“.

### Bücher
- um mich herum. gedichte. Mit einem Merkblatt für Jung-Schriftsteller von Wolfgang Fritz. Kosoal, Feldkirch 1971.
- Mensch gesehen. Grafik Tone Fink. Vorarlberger Verlagsanstalt, Dornbirn 1974.
- Anna's Häuser. Schürrer, Wien 1978 (Freibord Sonderreihe Nr. 6).
- Verhärtung der Puppenhaut. Kleine Prosa aus zehn Jahren. Freibord, Wien 1983.
- Ich hab dich, du hast mich. Stück in drei Akten. Kaiser, Wien 1990.
- Blick durch den Spiegel. Erzählungen. Nachwort von Marie-Thérèse Kerschbaumer. Illustrationen von Oded Feingersh. Edition Splitter, Wien 1991. (enthalten sind die drei monologischen Erzählungen Rede des Mannes an die stumme Frau, Cassette an Ella und Du kochst so gut, Mama)
- Zwischen den Bildern. Mit Illustrationen von Tone Fink. Edition Splitter, Wien 1993.
- Kopftheater. Roman. Mit einem Geleitwort von Marie-Thérèse Kerschbaumer. Drava/Edition Milo, Klagenfurt/Wien 2008.
- Und i dr Mitti s Salz. Hg. von Hans Haid und mit einem Nachwort von Marie-Thérèse Kerschbaumer. Skarabeus, Innsbruck/Bozen/Wien 2008.
- Ausgewählte Gedichte. Podium, Wien 2012 (Podium-Porträt 65).
- Töchter & andere Bewohner. Ein Rundgang in ein privates Office. Löcker, Wien 2016 (Edition Pen 37).
- Ein Herz liegt herum. Gedicht. Annas Häuser. Mit einem Nachwort von Helmuth Niederle. Löcker, Wien 2017 (Edition Pen 64).
- Angst, Verlust, Würde, Alter und weiteres. Löcker, Wien 2018 (Edition Pen 117).

### Dramatische Arbeiten
- Die Fenster der Lilly Bohatty, ORF Autorenfilm, 1979.
- Ich hab dich, du hast mich, UA Theater der Courage Wien, 1980.
- Schnee, UA Wiener Festwochen, 1993.
- Mango. Ein automatischer Frauenroman, UA Volkstheater Wien, 2001.
- Du kochst so gut, Mama, UA Freies Theater Die Menschenbühne Wien, 2003.

- Erschaff mir eine Fremde. Ein Stück in 7 Ansichtskarten, UA Freies Theater Die Menschenbühne Wien, 2003.
- Ein Stück Frau, bitte, UA Freies Theater Die Menschenbühne Wien, 2004.
- Drei Minidramen, UA Fassadentheater Luzern, 2004.

### Hörspiele (Auswahl)
- Frau B. lernt sprechen. Eine Toncollage von Elisabeth Wäger-Häusle und Michael Köhlmeier. ORF Vorarlberg, 28. Dezember 1973.
- Ich hab dich, du hast mich. Regie Ulrich Heising. NDR/WDR 1976 (Übernahme ORF, 23. Februar 1988).
- Eine Geschichte vom Fräulein Helene. Regie Hans Krendlesberger. ORF Wien, 26. Oktober 1983.
- Cassette an Ella. Regie Götz Fritsch. ORF Kärnten, 30. Mai 1989.
- Liebe Frau Doktor – liebe Jahre. Regie Nikolaus Scholz. ORF, 21. November 1995.
- Kuchistückle und drei Sagen. Regie Augustin Jagg. ORF Vorarlberg, 15. März 2002.
- Vier Kuchistückle und drei Sagen: Hörszenen. Regie Augustin Jagg. ORF Vorarlberg, 20. März 2002.
- Ein Stück Frau, bitte. Regie Götz Fritsch. ORF, 20. Juli 2004.

## Preise und Auszeichnungen
- Literaturförderstipendium des Ministeriums für Unterricht und Kunst 1973
- Paris-Stipendium des Ministeriums für Unterricht und Kunst 1977
- Theodor-Körner-Preis 1982
- Anerkennungspreis des Profil für die Erzählung Verhärtung der Puppenhaut 1983
- Friedrich-Torberg-Hörspielpreis für Eine Geschichte vom Fräulein Helene 1983
- Förderungspreis der Stadt Wien 1986
- Kulturpreis des ORF Klagenfurt für das Hörspiel Cassette an Ella 1987
- Buchprämie des Bundesministeriums für Unterricht, Kunst und Kultur 2008 und 2010
- Ehrengabe des Landes Vorarlberg 2012